# Anchicubaris fongosiensis
Anchicubaris fongosiensis är en kräftdjursart som beskrevs av Walter E. Collinge 1920. Anchicubaris fongosiensis ingår i släktet Anchicubaris och familjen Armadillidae. Inga underarter finns listade i Catalogue of Life.